# Vivier d'Oie
Pour les articles homonymes, voir Vivier (homonymie).
Le Vivier d'Oie (en néerlandais : Diesdelle) est un quartier résidentiel de la commune bruxelloise d'Uccle, à proximité de la place Saint-Job et de la forêt de Soignes.

## Toponymie
Diesdelle est une déformation Dieversdelle dont la traduction pourrait être vallon (celle) de l'habitant du lieu profond (Diever). Pour la toponymie française, celle-ci est plus récente et fait le rapprochement entre die et le cri de l'oie, ce qui a créé une traduction éloignée du sens original.